# Berzeviczy György
Berzeviczei Berzeviczy György (Berzevice, 1657. július 25. – Bécs, 1708. december 12.) jezsuita rendi tanár, bölcselet- és teológusdoktor.

## Élete
1671-ben lépett a rendbe. Tanulmányai végeztével több évig tanított Nagyszombatban és Bécsben, innét a kassai kollégium rector magnificusa lett. A Rákóczi-féle villongások alatt sok zaklatásnak volt alávetve, ezért Bécsbe költözött.

## Munkái
- Libellus neo-magistris philosophiae oblatus. Tyrnaviae, 1687
- Quatuor columnae sapientum. Uo. 1690
- Gladius ecclesiae laureatus. Uo. 1697
- Tractatus de Deo uno et trino. Uo. 1701
- Tractatus in tertiam partem d. Thomae de augustissimo incarnati verbi mysterio. Uo. 1701

### Kéziratban
Physica (4r. 969. l.), Dialectica una cum logica (4r. 933. l.), Metaphysica et Physica (4r. 969. l.) című munkái tanítványa Kőrössy György által lemásolva (1687–90) az Országos Széchényi Könyvtárban őriztetnek.